# フォルティ・FG01
フォルティ・FG01 (Forti FG01) は、フォルティチームが1995年のF1世界選手権参戦用に開発したフォーミュラ1カーで、1996年途中まで使用された。セルジオ・リンランドのデザインチームにより設計され、95年途中よりジョルジョ・スティラーノによって改良が加えられた。

## 概要

### 1995シーズン
フォード・EDエンジンを搭載するFG01/95はクリス・ラダージとダニエレ・カロナという若い二人のエンジニアと、エアロダイナミシストのハンス・フォッシュの共同作品として誕生した。ラダージとカロナの二人はかつてセルジオ・リンランドに師事しており、FG01は1992年用フォンドメタル・GR02の発展改良型として仕上がった。ジョルジオ・スティラーノは当初このプロジェクト全体の顧問的役割として関わっていた。しかし最初のテスト走行の結果、マシンは悲惨な程重く、遅く、全く戦闘力を持たないことがすぐに判明。根本的解決を目指してかつての「助手」二人はリンランド本人の助力を求めることとなった。
リンランドは開幕戦ブラジルGP直前に合流し、フォルティのテクニカル・ディレクターに就任。リンランドはイタリアのピニンファリーナが所有する風洞にマシンを持ち込み、空力の改良（特にドラッグの低減）に着手。エアボックスとエンジンカバーに改良を加えた結果、スピード向上が見られた。サンマリノGPで改良後のマシンに乗ったペドロ・ディニスとロベルト・モレノのドライバー2名とも「操縦しやすくなった」とコメントした。
しかし基本が失敗であるため、リンランドもFG01を放棄して完全に新しいシャシーをデザインした方が良いという判断をチーム首脳に伝えることになったが、チームにとってそれは受け入れ不可能だった。結局リンランドは「家族がイタリアに住むことを嫌がっている」ことを表向きの理由として5月にチームから離脱。こうしてスティラーノがFG01を改良し続けるという困難な作業を引き継ぐこととなった。スティラーノは、「FG01は最初から間違っていると感じていた。そのことはグイド（フォルティ）にもリンランドにも言ったが、二人とも経験豊富な者（リンランド）の設計を疑ってはいけない、と言うんです。開幕戦で周りとのひどいタイム差を見てようやく危機的だということに気付いて、私の話に聞く耳を持ってくれた。このシャシーを出発点にして新しいマシンを作らなければならなくなった。」と述べている。
その後の大きな変更は、トリノのフィアット社の風洞を借り「プアな空力」の改善に時間を使った。スティラーノの検証ではFG01の最大の欠点はその重量の重さだったが、風洞実験によりもう一つの問題点はサイドポンツーンの高さが高すぎることにより、リヤウイングに流れてほしい空気の流れが生じず、リヤのダウンフォース不足となる負の連鎖が判明。このリヤ部分のダウンフォース不足は最も泣かされた部分だったとシーズン終了後に証言しており、サイドポンツーンはデザイン変更の手が加えられた。
フロント部分もよりハイノーズ化した新ノーズと、コルセアウイングをやめて吊り下げステー型フロントウイングへと変更された。しかし第8戦イギリスグランプリまで戦った時点で、FG01は上位チームから比較して8秒から9秒遅れをコンスタントに維持するマシンであった。幸運だったのは、この年の全エントリーが24台という出走台数の減少に救われ、常に最後尾の2台として決勝レースに出走することが出来た。チームは決勝レースでの完走を大きな目標とした。
FG01の大きな特徴としてメディアでたびたび書かれたのは、全チームの中で唯一のセミオートマチックトランスミッションが装備されていないマシンであり、F1で最後のマニュアルトランスミッションのマシンだという事実であった。そのマシンをモレノが必死に走らせ、ホッケンハイムリンクのドイツGP予選をコースサイドで視察したモータージャーナリスト今宮純は「中位グループから比べても30km/h遅いような車で、モレノが"唯一のマニュアル車"で巧みなシフトダウンとエンジンブレーキで懸命にコーナーに進入していく姿に感動した。今どきのF1では感じなくなっていた人間らしさが伝わって来た。でもそんな感傷にひたることをF1では許してはくれない。重たすぎるマシン重量を隠せないコーナーリング挙動でもあった。」と記している。また、新人のディニスが少しでも乗りやすいマシンにすべく、乗り慣れたF3000マシンと同じHパターンマニュアルシフトを採用した、というチーム全体がディニスファーストで動いていたための事情もあった。
新規参戦チームとしては十分な資金を確保できていた為、シーズン終盤になってもゆっくりではあるがFG01の開発プログラムは進められ、特にドライバーから要望度の高いセミオートマの開発に力を入れ、第13戦ポルトガルGPでスペアマシンに取り付けられるところまでこぎつけた。多大な資金をチームに持ち込んでいることからNo.1待遇である新人ディニスは最終戦オーストラリアGPでシーズン最高成績となる7位で完走するなど、FG01は純粋な速さでパシフィック・チームよりも良いパフォーマンスを見せるようになり、完走率では最終的にフットワーク (アロウズ)を上回るなど、完全に最下位からのスタートだった序盤から最終戦まで緩やながら成長を続けた。
同年のフォルティ技術部門についてスティラーノは、「間違いだらけで生まれたマシン（FG01）を作り直す羽目になったが、シーズン途中での改良は役に立っていた。F1初年度で経験を積みながら、同時にマシンを改造していくというのは容易なことではない。シーズン前半では規定より60kgもオーバーウェイトだったものを、軽量化して行き終盤戦ではリミット重量まで持って行けたことなど軌道修正できたという事実もあり、対応能力があった。」と述べている。また、スティラーノによると、ハイノーズへの改良版のマシンはFG01のセカンドバージョンではあるが別のマシンであるとの考えを持っており、翌1996年用のニューマシンは「FG03」というコードネームになるとも述べた。

### 1996シーズン
ニューマシンFG03が完成するまで、1996シーズン序盤もFG01が使用された。同年2月22日に本拠地のあるアレッサンドリアで公開された1996仕様のFG01は、安全性レギュレーション導入により義務付けられたコクピット周囲の頭部保護プロテクターとリヤウイング前方のウイングレット設置など、最小限の変更にとどめられていた。これは、ペドロ・ディニスのリジェ移籍によりほとんどのスポンサーを失った影響でもあった。前年奮闘を続けたモレノもチームを去り、ドライバーはルカ・バドエルとアンドレア・モンテルミーニのコンビとなった。
最も大きな変更は、エンジンがフォード・EDからフォード・ゼテックRに変更された点であった。しかし、急に100～120馬力近く向上したパワーを、そもそも壊滅的なほど基本設計に問題を抱えた脆弱な車体(セミオートマチックトランスミッションへの換装も可能ではあったが、結局マニュアルのままだった。)が活かせるはずもなく、とんでもなくバランスの悪い、改善点のほぼ見られないどころか、寧ろ前作よりさらに戦闘力が落ち、強力なエンジンが｢豚に真珠｣と言える状態になってしまった、欠陥車とすら批判される程の代物であった。この年から導入された予選タイム107%ルールがフォルティにとって大きな壁となり、開幕戦ではバドエル、モンテルミーニの2台とも予選落ちを喫した。その後2戦は決勝出走を果たしたが、第4戦ヨーロッパGPでまたも107%ルールをクリアできず2台予選落ち。第5戦で新車FG03がバドエルに投入され、モンテルミーニのみがFG01で予選に挑むも不通過に終わり、これを最後に第6戦から2名ともに新車での参戦となりFG01は役目を終えた。

## FG01

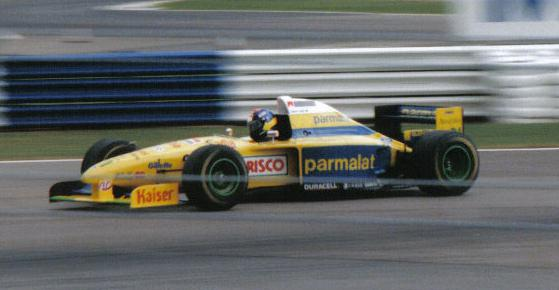
イギリスGPでペドロ・ディニスのドライブするFG01

1995年シーズンに使用された。

### スペック

#### シャーシ
- シャーシ名 FG01
- タイヤ グッドイヤー

#### エンジン
- エンジン名 フォードED
- 気筒数・角度 V型8気筒・75度
- 排気量 3,000cc

## FG01B

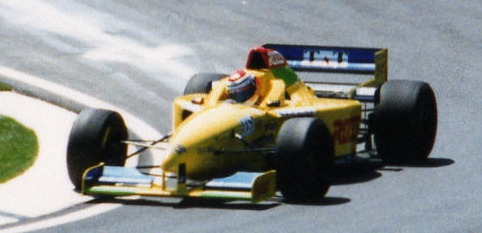
サンマリノGPでアンドレア・モンテルミニのドライブするFG01B

1996年シーズンの序盤戦でFG01Bが使用された。

### スペック

#### シャーシ
- シャーシ名 FG01B
- タイヤ グッドイヤー

#### エンジン
- エンジン名 フォードZETEC-R
- 気筒数・角度 V型8気筒・72度
- 排気量 3,000cc

## 記録
(key) （太字はポールポジション）
| 年     | シャーシ          | エンジン                                 | タイヤ | ドライバー                 | 1   | 2   | 3   | 4   | 5   | 6   | 7   | 8   | 9   | 10  | 11  | 12  | 13  | 14  | 15  | 16  | 17  | ポイント | 順位 |
| ------ | ----------------- | ---------------------------------------- | ------ | -------------------------- | --- | --- | --- | --- | --- | --- | --- | --- | --- | --- | --- | --- | --- | --- | --- | --- | --- | -------- | ---- |
| 1995年 | フォルティ・FG01  | フォード・コスワース・EDエンジン V8      | G      |                            | BRA | ARG | SMR | ESP | MON | CAN | FRA | GBR | GER | HUN | BEL | ITA | POR | EUR | PAC | JPN | AUS | 0        | -位  |
| 1995年 | フォルティ・FG01  | フォード・コスワース・EDエンジン V8      | G      | ペドロ・ディニス           | 10  | NC  | NC  | Ret | 10  | Ret | Ret | Ret | Ret | Ret | 13  | 9   | 16  | 13  | 17  | Ret | 7   | 0        | -位  |
| 1995年 | フォルティ・FG01  | フォード・コスワース・EDエンジン V8      | G      | ロベルト・モレノ           | Ret | NC  | NC  | Ret | Ret | Ret | 16  | Ret | Ret | Ret | 14  | Ret | 17  | Ret | 16  | Ret | Ret | 0        | -位  |
| 1996年 | フォルティ・FG01B | フォード・コスワース・ZETEC-Rエンジン V8 | G      |                            | AUS | BRA | ARG | EUR | SMR | MON | ESP | CAN | FRA | GBR | GER | HUN | BEL | ITA | POR | JPN |     | 0        | -位  |
| 1996年 | フォルティ・FG01B | フォード・コスワース・ZETEC-Rエンジン V8 | G      | ルカ・バドエル             | DNQ | 11  | Ret | DNQ |     |     |     |     |     |     |     |     |     |     |     |     |     | 0        | -位  |
| 1996年 | フォルティ・FG01B | フォード・コスワース・ZETEC-Rエンジン V8 | G      | アンドレア・モンテルミーニ | DNQ | Ret | 10  | DNQ | DNQ |     |     |     |     |     |     |     |     |     |     |     |     | 0        | -位  |

1995年
- コンストラクターズランキング-位。
- ドライバーズランキング-位：ペドロ・ディニス（予選最高位20位1回 決勝最高位7位1回）
- ドライバーズランキング-位：ロベルト・モレノ（予選最高位20位1回 決勝最高位14位1回）

1996年
- コンストラクターズランキング-位。
- ドライバーズランキング-位：ルカ・バドエル（予選最高位19位1回 決勝最高位10位1回）
- ドライバーズランキング-位：アンドレア・モンテルミニ（予選最高位20位1回 決勝最高位10位1回）